# Продавці болю
«Продавці болю» (англ. Pain Hustlers) — художній фільм режисера Дейвіда Єйтса. В основі сценарію Веллса Тауера покладено статтю Евана Г'юза з New York Times The Pain Hustlers і його роман 2022 The Hard Sell. Головні ролі у фільмі виконали Емілі Блант, Кріс Еванс, Енді Гарсія та Брайан д'Арсі Джеймс.
Фільм знято на основі реальних подій.

## Сюжет
Флорида, 2011 рік. Лайза Дрейк — розлучена мати-одиначка, яка намагається покращити своє матеріальне становище заради майбутнього доньки Фібі. Випадкова зустріч з Пітом Бреннером, який працює в фармацевтичній компанії "Zanna Therapeutics Inc.", дозволяє їй сподіватися на отримання нової роботи. До цього Лайза працювала танцівницею в стріп-барі та разом з дочкою Фібі і матір'ю Джекі жила в гаражі своєї подруги.
Однак справи в компанії Бреннера насправді дуже сумні. Їх борги перевищують 80 мільйонів доларів, а потенційні інвестори з пересторогою ставляться до можливості вкладати гроші в спрей для онкохворих "Lonafen". Проте Піт наважується найняти Лайзу, незважаючи на відсутність у неї середньої освіти. Більше того, він підроблює її резюме та знайомить зі своїм безпосереднім босом — доктором Джеком Нілом. Далі Піт пояснює Лайзі її основне завдання. Дрейк має за тиждень знайти лікаря, який випише їх препарат для свого пацієнта. При цьому час відіграє ключову роль, оскільки перспектива банкрутства зовсім близько.
Першим варіантом для Піта та Лайзи стає лікар Лайделл, який має дещо сумнівну репутацію. Втім, під час презентації спрея "Lonafen", до того приходить представник іншої фармацевтичної фірми, прихопивши для нього спеціальний презент. Тому Лайделл відхиляє пропозицію Бреннера та Дрейк. Відразу після цього Лайза дізнається, що у Фібі серйозні проблеми зі здоров'ям, а необхідна операція не буде покриватися страховкою. Тому мати дівчинки повертається в клініку Лайделла, де їй вдається вмовити лікаря спробувати новий препарат.
Маючи чудові новини, Лайза повідомляє про це Піта. Однак угода з лікарем Лайделлом має певні нюанси, що потребує додаткових коштів. Але Лайза має свій погляд на те, як можна вирішити цю проблему, не інформуючи Джека Ніла. Згодом стає очевидно, що задум Дрейк спрацював, а її компанія починає отримувати шалені прибутки.
Успішні рішення Лайзи та Піта дозволяють їм отримати підвищення від Ніла. Також завдяки доньці в компанію влаштовується Джекі.
Тим часом правоохоронні органи починають цікавитися побічними наслідками від вживання спрея "Lonafen"...

## У ролях
- Емілі Блант — Лайза Дрейк
- Кріс Еванс — Піт Бреннер
- Енді Гарсія — Джек Ніл
- Кетрін О'Гара — Джекі, мати Лайзи
- Джей Дюпласс — Ларкін
- Брайан д'Арсі Джеймс — доктор Лайделл
- Хлоя Коулман — Фібі, донька Лайзи

## Виробництво
18 серпня 2021 року компанія Sony Pictures оголосила про початок роботи над безіменним фільмом, режисером якого стане Дейвід Єйтс, а сценаристом — Веллс Тауер, заснованого на статті 2018 року Евана Г'юза з журналу New York Times The Pain Hustlers та його романі 2 The Hard Sell". Фільм спільного виробництва компаній Grey Matter Productions та Wychwood Pictures. Йейтс також виступить співпродюсером фільму разом з Лоуренсом Греєм та Івонн Волкотт Йейтс. У травні 2022 року до акторського складу приєдналася Емілі Блант, а компанія Netflix придбала права на фільм під назвою Pain Hustlers в рамках угоди вартістю не менше 50 мільйонів доларів. У липні до фільму приєднався Кріс Еванс, у серпні — Енді Гарсія, Кетрін О'Хара, Джей Дюпласс, Брайан д'Арсі Джеймс та Хлоя Колман. Виробництво почалося наприкінці серпня 2022.

## Випуск
Світова прем'єра фільму "Торгівці болем" відбулася на Toronto International Film Festival 11 вересня 2023 року. Фільм вийшов у вибрані кінотеатри у США 20 жовтня 2023 року, а на Netflix - 27 жовтня.

## Сприйняття
На сайті-агрегаторі рецензій Rotten Tomatoes 23% зі 112 відгуків критиків є позитивними, а середня оцінка - 4,8/10. Консенсус на сайті такий: "У "Продавців болю" є кілька чудових акторів і вартісна ідея, але тьмяне виконання прирікає цей драматичний погляд на опіоїдну епідемію". Metacritic, який використовує середньозважену оцінку, присвоїв фільму 44 бали зі 100, спираючись на відгуки 34 критиків, що свідчить про "змішані або середні" рецензії. На Imdb рейтинг фільму - 6.5.